# Maidan-Lucavăț, Vijnița
Maidan-Lucavăț (în ucraineană Майдан, transliterat: Maidan) este un sat în comuna Lucavăț din raionul Vijnița, regiunea Cernăuți, Ucraina. Are 238 locuitori, preponderent ucraineni (huțuli).
Satul este situat la o altitudine de 463 metri, în partea de centru-est a raionului Vijnița.

## Istorie
Localitatea Maidan-Lucavăț a făcut parte încă de la înființare din regiunea istorică Bucovina a Principatului Moldovei. După anexarea Bucovinei de către Imperiul Habsburgic în anul 1775, localitatea Maidan-Lucavăț a făcut parte din Ducatul Bucovinei, guvernat de către austrieci. 
După Unirea Bucovinei cu România la 28 noiembrie 1918, satul Maidan-Lucavăț a făcut parte din componența României, în Plasa Răstoacelor a județului Storojineț. Pe atunci, majoritatea populației era formată din ucraineni, existând și comunități de români și evrei. 
Ca urmare a Pactului Ribbentrop-Molotov (1939), Bucovina de Nord a fost anexată de către URSS la 28 iunie 1940, reintrând în componența României în perioada 1941-1944. Apoi, Bucovina de Nord a fost reocupată de către URSS în anul 1944 și integrată în componența RSS Ucrainene. 
Începând din anul 1991, satul Maidan-Lucavăț face parte din raionul Vijnița al regiunii Cernăuți din cadrul Ucrainei independente. Conform recensământului din 1989, nici un locuitor nu s-a declarat român sau moldoaven . În prezent, satul are 238 locuitori, preponderent ucraineni.

## Demografie
Componența lingvistică a localității Maidan
     Ucraineană (99,58%)
     Alte limbi (0,42%)
Conform recensământului din 2001, majoritatea populației localității Maidan era vorbitoare de ucraineană (99,58%), existând în minoritate și vorbitori de alte limbi.
1989: 264 (recensământ)
2007: 238 (estimare)